# 孝文幽皇后
孝文幽皇后（こうぶんゆうこうごう）は、北魏の孝文帝の2人目の皇后。姓は馮氏、諱は不詳。

## 経歴
馮熙の庶出の次女として生まれた。文明太后（馮太后）の姪に当たる。生母の常氏は下賤の出自だったため妾のままであったが、寵愛を受け、正妻（博陵長公主）の死後、奥向きのことを取り仕切っていた。
14歳の時、馮太后の選択で妹の一人（後の昭儀馮氏）と共に後宮入りし、孝文帝の側室となった。妹は早世した。美女であり、寵愛を受けた。しかし太和13年（489年）に病気になり、馮太后に後宮を去って実家で静養するよう命じられた。翌年、文明太后が崩御した。
太和19年（495年）にようやく病が癒えて洛陽に上り、再び後宮入りして左昭儀となった。しかし馮昭儀が後宮を離れていた間に、三妹（孝文廃皇后）が孝文帝の皇后となっていた。このことから妹を逆恨みするようになる。
再び後宮入りした後は、ことあるごとに孝文帝に讒言し、妹を後宮から追放することに成功した。太和20年（496年）、孝文帝の次男の母高照容が変死するが、この裏にも馮昭儀の陰謀があったとされる。同年、皇太子元恂が廃位された後、高貴人出生の元恪が次の皇太子に指名された。翌年7月、皇后に立てられた。
その後、孝文帝が出征すると、皇后は宦官高菩薩らと乱行に耽るようになり、また自身の権力を固めるため、当時寡婦になったばかりの義妹（孝文帝の異母妹）彭城公主を自身の同母弟の馮夙と結婚させようとした。これらの所業が、戦陣にあった孝文帝に密告されるところとなる。孝文帝は当時病床にあったが、その報告を聞くや都にとって返し、処罰を下した。皇后の愛人たちは処刑された。皇后自身も、廃位は免れ、皇后として妃嬪たちから尊礼を受けたものの、皇太子との連絡を禁止された。
孝文帝の病は重くなり、太和23年（499年）4月、谷塘原に崩御したが、「没後にその後宮は殺害し、自分と合葬するように」と遺言した。遺言を奉じた孝文帝の弟・北海王元詳らが皇后に自害するよう説いたが、皇后は嫌がり叫び逃げ回ったため、最後は人々に押さえ込まれて無理矢理毒を飲まされ、殺害された。「幽」と諡され、長陵の墓場に葬られた。